# Не се сърди, човече
Вижте пояснителната страница за други значения на Не се сърди, човече.
„Не се сърди, човече“ е класическа настолна игра за деца със зар и цветни комплекти пионки (ако използваните фигурки са под регламентирания размер от 45 милиметра тогава терминът е „пионки“). Създадена през 1914 г. от Йозеф Фридрих Шмит. Подобна е на играта Пачиси, създадена ок. 500 г. пр.н.е. в Индия, където все още е считана за национална игра.
Игралното табло е затворена редица от полета, разположени във формата на кръст или кръг. Върху редицата са отбелязани стартовите и финални полета („кошарки“) за пионките от съответен цвят. Препоръчва се за развиване на броителни навици при подрастващи.

## Правила
Играят от двама до четирима играчи. Всеки играч взима по четири пионки от един цвят и ги поставя по една в малките кръгчета на кръга, отбелязани със същия цвят. Това е началната му зона. Играчите хвърлят зарчето последователно по един път. Пръв започва играта този, който най-напред хвърли със зарчето числото 6. Тогава взима една пионка и я поставя в последното поле по часовниковата стрелка, от тези, които са в близост до началната му зона, както е отбелязано на изображението. Когато човек хвърли 6 в продължение на два пъти после трябва да пропусне 4 хода.
Веднъж в общото поле, пионките се местят по часовниковата стрелка. При всяко хвърляне на шестица играчът хвърля зарчето отново. Също така при шестица, всеки играч може да избере дали да изнесе нова пионка от началната зона на общото поле или да придвижи напред вече изнесена пионка. Придвижването на пионките напред става през толкова квадратчета, колкото показва хвърленият от играча зар.
Когато една пионка застигне при играта чужда пионка, попадайки върху нея, тогава настигнатата пионка (чуждата) излиза от играта. Тя се поставя отново в играта при хвърляне на шестица. Когато един играч има две или повече пионки една върху друга, чуждата пионка не може да се приземи на това поле и да бутне другите 2 или повече пионки.
Завърши ли една пионка цялата обиколка, вместо да повтаря обиколката, тя завива и влиза в отбелязаните с нейния цвят квадратчета, докато достигне до определените в боядисания с нейния цвят триъгълник в центъра кръгчета, където остава до края на играта.
За да влезе в едно от тези кръгчета всяка пионка, играчът трябва да хвърли със зарчето точно толкова, колкото трябва, за да достигне пионката до определеното ѝ крайно място. В това число се брои и кръгчето в централния триъгълник.
Печели играта онзи, който пръв вкара и четирите свои пионки в централния триъгълник от неговия цвят.